# MeituPic
MeituPic
Meitu, Inc. est une entreprise technologique chinoise renommée pour ses applications mobiles innovantes et ses solutions logicielles, se concentrant principalement sur l'édition d'images et de vidéos, ainsi que sur les outils d'embellissement. Fondée en 2008 par Cai Wensheng, Meitu est devenue un leader mondial dans le domaine de la photographie mobile et des logiciels d'imagerie.
Histoire
Meitu a commencé son parcours dans le domaine de l'imagerie numérique avec le lancement de son premier produit, MeituPic, en 2008. Cette application a gagné en popularité auprès des utilisateurs pour ses fonctionnalités d'édition photo simples mais puissantes, permettant aux utilisateurs d'améliorer leurs selfies et autres images avec différents filtres, effets et outils d'édition.
Au cours des années suivantes, Meitu a élargi sa gamme de produits, en introduisant une série d'applications mobiles adaptées à différents aspects de l'édition et de l'embellissement photo. Ces applications, notamment BeautyPlus, MakeupPlus et AirBrush, répondent aux besoins diversifiés des utilisateurs, offrant des fonctionnalités d'édition avancées telles que le lissage de la peau, la suppression des imperfections et l'application de maquillage virtuel.
Innovation technologique
Meitu est reconnue pour son engagement en matière d'innovation technologique dans le domaine de l'imagerie mobile. La société utilise des algorithmes avancés et une technologie d'intelligence artificielle (IA) pour développer des fonctionnalités de pointe qui permettent aux utilisateurs d'améliorer leurs photos et vidéos sans effort.
Une des contributions remarquables de Meitu à l'industrie est sa technologie d'embellissement de beauté alimentée par l'IA, qui analyse intelligemment les traits du visage et applique des ajustements subtils pour améliorer l'apparence globale tout en conservant un aspect naturel. Cette technologie a établi de nouvelles normes pour les outils d'édition de beauté et a été largement adoptée par les utilisateurs du monde entier.
En plus de l'embellissement de beauté, Meitu s'est également aventurée dans la technologie de réalité augmentée (RA), permettant aux utilisateurs d'essayer virtuellement du maquillage en temps réel grâce à son application MakeupPlus. Cette expérience immersive permet aux utilisateurs d'expérimenter différents styles et produits de maquillage sans avoir besoin d'une application physique, révolutionnant ainsi la façon dont les gens explorent les tendances de la beauté.
Impact mondial
Avec une base d'utilisateurs s'étendant à travers le monde, Meitu a eu un impact significatif sur l'industrie de la photographie mobile et de l'imagerie. Ses applications conviviales et ses outils d'édition puissants ont permis à des millions d'utilisateurs d'exprimer leur créativité et d'améliorer leur contenu visuel.
De plus, l'influence de Meitu dépasse les utilisateurs individuels pour englober des collaborations avec des marques et des célébrités renommées. La société a collaboré avec des marques de beauté et de mode de premier plan pour créer des filtres et des effets exclusifs, ainsi qu'avec des célébrités pour lancer des collections en édition limitée, renforçant ainsi sa présence et son attrait de marque.
Responsabilité sociale des entreprises
En plus de ses réalisations technologiques, Meitu s'engage dans des initiatives de responsabilité sociale des entreprises visant à avoir un impact positif sur la société. La société participe activement aux efforts de conservation de l'environnement, promeut la littératie numérique chez les jeunes et soutient diverses causes caritatives.
L'engagement de Meitu en matière de responsabilité sociale des entreprises reflète sa vision plus large d'utiliser la technologie pour enrichir les vies et contribuer au bien-être des communautés dans le monde entier. Téléchargez MeituPic d'ici
Conclusion
Meitu, Inc. est une force pionnière dans le domaine de l'imagerie mobile et de l'embellissement de beauté, repoussant continuellement les limites de l'innovation technologique pour autonomiser les utilisateurs et inspirer la créativité. Avec son approche centrée sur l'utilisateur, son engagement envers l'innovation et son accent sur la responsabilité sociale des entreprises, Meitu reste à l'avant-garde de l'industrie de l'imagerie numérique, façonnant l'avenir de la photographie mobile et de l'expression visuelle.